# Sofie Nordsveen Hustad
Sofie Nordsveen Hustad (ur. 26 listopada 1996) – norweska biegaczka narciarska, dwukrotna mistrzyni świata juniorów w narciarstwie klasycznym.

## Kariera
W zawodach międzynarodowych pierwszy raz wystartowała w 2015 roku w kazachskim Ałmaty podczas mistrzostw świata juniorów w narciarstwie klasycznym. W pierwszym swoim starcie zajęła 4. miejsce w biegu na 5 km stylem dowolnym. Drugą konkurencją, w której wzięła udział był bieg łączony na dystansie 2×5 km, zdobyła w nim tytuł mistrzyni świata juniorów. Ostatnim jej występem na mistrzostwach było wywalczenie drugiego tytułu mistrzyni świata juniorów w biegu sztafetowym.
15 marca 2015 roku zadebiutowała w pucharze świata. W biegu na dystansie 30 km ze startu wspólnego rozgrywanym techniką dowolną w norweskim Oslo zajęła 46. miejsce.

## Osiągnięcia

### Mistrzostwa świata juniorów
| Miejsce | Dzień    | Rok  | Miejscowość | Konkurencja              | Czas biegu  | Strata | Zwyciężczyni  |
| ------- | -------- | ---- | ----------- | ------------------------ | ----------- | ------ | ------------- |
| 4.      | 4 lutego | 2015 | Ałmaty      | 5 km stylem dowolnym     | 13:26,9 min | +9,5 s | Victoria Carl |
| 1.      | 6 lutego | 2015 | Ałmaty      | 10 km bieg łączony       | 27:02,8 min | —      | —             |
| 1.      | 8 lutego | 2015 | Ałmaty      | bieg sztafetowy 4×3,3 km | 35:04,0 min | —      | —             |

### Puchar Świata

#### Miejsca w klasyfikacji generalnej
| Sezon     | Miejsce           |
| --------- | ----------------- |
| 2014/2015 | niesklasyfikowana |

#### Miejsca w poszczególnych zawodachPucharu Świata
stan po zakończeniu sezonu 2014/2015
| Sezon 2014/2015 |                      |                         |                           |                            |    |                       |                    |                       |                    |                            |                           |                         |                       |                        |                               |                              |     |                     |                         |                      |                          |                        |                           |                   |                      |                      |                      |        |        |        |        |        |        |        |        |        |        |        |        |        |        |        |        |        |        |        |        |        |        |
| Ruka 29.11 (SP C) | Ruka 30.11 (10 km C) | Lillehammer 5.12 (SP F) | Lillehammer 6.12 (5 km F) | Lillehammer 7.12 (10 km C) | LT | Davos 13.12 (10 km C) | Davos 14.12 (SP F) | Davos 20.12 (10 km F) | Davos 21.12 (SP F) | Oberstdorf 3.01 (3,2 km F) | Oberstdorf 4.01 (10 km C) | Val Müstair 6.01 (SP F) | Toblach 7.01 (5 km C) | Toblach 8.01 (15 km F) | Val di Fiemme 10.01 (10 km C) | Val di Fiemme 11.01 (9 km F) | TdS | Otepää 17.01 (SP C) | Rybińsk 23.01 (10 km F) | Rybińsk 24.01 (SP F) | Rybińsk 25.01 (2×7,5 km) | Östersund 14.02 (SP C) | Östersund 15.02 (10 km F) | Lahti 7.03 (SP F) | Lahti 8.03 (10 km C) | Drammen 11.03 (SP C) | Oslo 15.03 (30 km F) | punkty | punkty | punkty | punkty | punkty | punkty | punkty | punkty | punkty | punkty | punkty | punkty | punkty | punkty | punkty | punkty | punkty | punkty | punkty | punkty | punkty | punkty |
| - | -                    | -                       | -                         | -                          | -  | -                     | -                  | -                     | -                  | -                          | -                         | -                       | -                     | -                      | -                             | -                            | -   | -                   | -                       | -                    | -                        | -                      | -                         | -                 | -                    | -                    | 46                   | 0      | 0      | 0      | 0      | 0      | 0      | 0      | 0      | 0      | 0      | 0      | 0      | 0      | 0      | 0      | 0      | 0      | 0      | 0      | 0      | 0      | 0      |
| Legenda |                      |                         |                           |                            |    |                       |                    |                       |                    |                            |                           |                         |                       |                        |                               |                              |     |                     |                         |                      |                          |                        |                           |                   |                      |                      |                      |        |        |        |        |        |        |        |        |        |        |        |        |        |        |        |        |        |        |        |        |        |        |
| 1 2 3 4-10 11-30 31-100 wyniki anulowane DNF - zawodnik nie ukończył biegu – - zawodnik nie wystartował TdS - Tour de Ski LT - Lillehammer Tour |                      |                         |                           |                            |    |                       |                    |                       |                    |                            |                           |                         |                       |                        |                               |                              |     |                     |                         |                      |                          |                        |                           |                   |                      |                      |                      |        |        |        |        |        |        |        |        |        |        |        |        |        |        |        |        |        |        |        |        |        |        |